# Hans Malmberg
Pour les articles homonymes, voir Malmberg.
Hans Henry Malmberg (né le 20 septembre 1927 à Stockholm, mort le 1er septembre 1977 à Vällingby) est un photographe suédois.

## Biographie
Il étudie à l'école de photographie de Stockholm en 1941-1943. Il est photographe indépendant à partir de 1949.
C'est un des membres fondateurs du groupe Tio Fotografer.

## Expositions
- 1949 : Unga forografer, Stockholm
- 1951 : Jeunes photographes suédois, Paris
- 1971 : Contemporary photographers from Sweden, Washington
- 1977 : Tio Fotografer, La Photogalerie, Paris
- 1977 : Reflexions n°1, Canon Photo Gallery, Amsterdam
- 1981 : Rétrospective, Fotograficentrum, Stockholm

## Collections
- Fotografiska Museet, Helsinki
- Norsk Fotohistorisk Forening, Oslo
- Bibliothèque du Congrès, Washington
- Musée nordique, Stockholm